# Zeki Beyner
Zeki Beyner (geboren am 5. März 1930 in Kayseri oder 1936 in Istanbul; gestorben am 8. September 2002 in Istanbul) war ein türkischer Karikaturist.

## Leben und Wirken
Es gibt widersprüchliche Angaben zu Zeki Beyners Biographie. Gemäß eigenen Angaben und Presseausweis wurde Zeki 1936 in Istanbul, gemäß seinem Ausweis, den er erst 1993 erhielt, am 5. März 1930 in Kayseri geboren. Wer ihm den Nachnamen Beyner verliehen hat und was der Name bedeutet, ist unbekannt. Zeki Beyner wuchs als Straßenkind ohne Familie in Instanbul-Üsküdar, wo er auf dem Karacaahmet-Friedhof, im Tabaklager Şemsipaşa oder in Wartesälen der Fähren lebte, auf. Er verkaufte Sesamringe am Bahnhof Haydarpaşa, las Geld im Gleisbett auf oder wühlte in Müllhalden, um seinen Lebensunterhalt zu bestreiten. Aufgrund der entbehrungsreichen Kindheit erreichte Zeki nur eine Körpergröße von 1,60 m. 
Beim Wühlen im Müll circa anno 1950 stieß Zeki auf Zeichnungen, von denen er später erfahren sollte, dass es sich um Karikaturen hielt. Zeki begann mit dem Zeichnen, als er nur seinen Mantel besaß. Sein erstes Vorstellungsgespräch führte er schließlich Mitte der 1950er Jahre mit Elif Naci, Zeichner der Cumhuriyet, welcher ihn zur Redaktion der Zeitschrift Akbaba schickte, in der er auf Aziz Nesin traf. Dieser beurteilte die Zeichnungen als eher schwach, aber den Witz als stark. 
Durch Arbeiten in den Zeitschriften Akbaba und Çarşaf konnte er sich ein drittklassiges Hotel in Sirkeci leisten. Er verkehrte mit Künstlern wie Aziz Nesin, Mim Uykusuz und Cafer Zorlu. Durch Schließung der Zeitschrift Çarşaf wurde Zeki arbeitslos. Das Zeichnen gab er jedoch nicht auf und führte stets ein Zeichenheft mit sich.
Yusuf Ziya Ortaç, der 25 Jahre sein Vorgesetzter war, beschrieb Zeki Beyner in seinen Memoiren als einsamen, schweigsamen Menschen. Zekis Karikaturen hatten oftmals eine besondere Sichtweise auf soziale Themen wie Armut. Zeit seines Lebens veröffentlichte er nur einen Sammelband namens Keşkül-ü Fukara, der 1970 herausgegeben wurde. Ein Karikaturistenverein veröffentlichte zwei Jahre vor seinem Tod ein kleines Büchlein über ihn mit dem Titel Nasreddin Hoca'nın Torunları.
Zeki Beyner starb am 8. September 2002 in einem Krankenhaus in Kartal. Er wurde auf dem Kanarya-Friedhof in Basınköy begraben.

## Quelle
- Ümit Bayazoğlu: Uzun, İnce Yolcular. 42 Portre. Istanbul 2014, S. 22ff. (als PDF)